# Cistidio

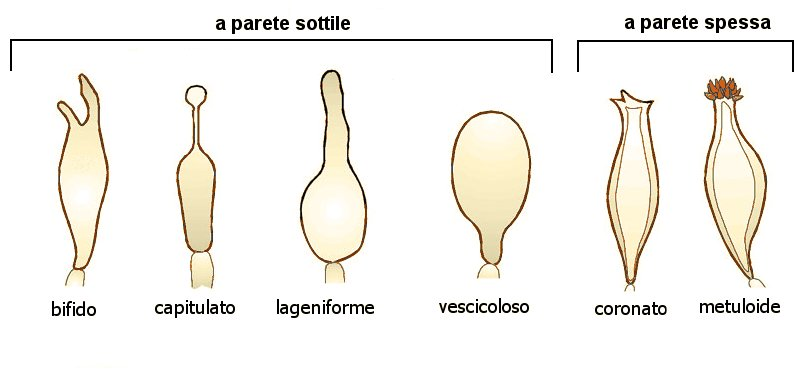
Forme di cistidi

I cistidi sono cellule sterili che si trovano intercalate tra i basidi dell'imenio di alcuni Basidiomiceti o in altre parti del fungo. A differenza dei basidi, i cistidi, in quanto sterili, non producono spore.
Possono avere svariate caratteristiche e forme, per lo più allungate; non si riscontrano in tutte le specie ed hanno una funzione principalmente strutturale. 

## Classificazione
Secondo la forma che assumono, si definiscono:
- bifidi: con doppio apice
- capitulati: a forma di birillo
- lageniformi: a forma di fiasco o di bottiglia
- vescicolosi: a forma sub-sferica

A seconda della parte del fungo dove si trovano, sono detti:
- caulocistidi quelli presenti nel gambo
- cheilocistidi quelli presenti sul filo delle lamelle o, nel caso di boleti, sull'orlo dei tubuli
- dermatocistidi quelli che si trovano sulla superficie del cappello
- pleurocistidi quelli che si trovano sulle pareti delle lamelle o all'interno dei tubuli

In base alla presenza di organuli o particolarità nella struttura morfologica, sono detti:
- muricati o coronati, quando presentano al loro apice cristalli (es. di ossalato di calcio) singoli o raggruppati a ciuffo
- crisocistidi, quando contengono granuli che si colorano in giallo con soluzioni alcaline
- gleocistidi o gloeocistidi, quando hanno pareti sottili e generalmente contengono granuli rifrangenti
- metuloidi, quando hanno una parete spessa che sorge dalla profondità del tessuto
- inguainati, quando hanno una guaina formata da un velo o da pigmenti incrostati
- lamprocistidi, quando hanno un aspetto brillante

Sono, invece, dette cistidioli cellule sterili sporgenti oltre la superficie dell'imenio.
La presenza dei cistidi e la loro osservazione al microscopio è fondamentale nell'identificazione delle specie appartenenti ad alcuni generi quali Mycena, Pholiota, Inocybe, Stropharia. 

## Etimologia
Il lemma deriva dal latino scientifico cystidium che a sua volta è diminutivo del greco κύστις (cisti).